# Liberty Hill
Liberty Hill város az USA Texas államában, Williamson megyében. Lakosainak száma 3646 fő (2020. április 1.). Liberty Hill Florence településsel határos.

## Népesség
A település népességének változása:

| 2010 | 967   |
| 2020 | 3 646 |